# Mohammad Yaqoob
Il mullà Mohammad Yaqoob, noto anche con lo pseudonimo di Mullah Yaqoob (in arabo ملا محمد يعقوب‎?; 1990), è un generale e politico afghano, figlio maggiore del mullà Omar, comandante mujaheddin afghano, fondatore dei talebani ed emiro (guida  suprema) dell'Emirato islamico dell'Afghanistan Dal settembre del 2021 è Ministro della Difesa.

## Biografia
Il mullà Yaqoob è di etnia pashtun della tribù Hotak, che fa parte del più ampio ramo Ghilzai. Ha ricevuto la sua educazione religiosa in diversi seminari di Karachi in Pakistan. Quando suo padre è morto nell'aprile 2013 e si sono intensificate le voci secondo cui era stato assassinato dal rivale Akhtar Mansour, Yaqoob ha negato che suo padre fosse stato ucciso, insistendo sul fatto che fosse morto per cause naturali. Ma secondo quanto riferito, il mullah Yaqoob si è rifiutato di sostenere la leadership del capo dei talebani, il mullah Akhtar Mansoor, quando quest'ultimo è stato eletto capo dell'organizzazione talebana il 29 luglio 2015. Non era disposto ad accettare una posizione di vertice nel gruppo.

### Posizioni di leadership
Nel 2016, il mullà Yaqoob è stato posto dai talebani a capo della commissione militare in 15 delle 34 province dell'Afghanistan. La commissione militare guidata dal mullah Ibrahim Sadr è responsabile della supervisione di tutti gli affari militari dei talebani. Inoltre, il mullah Yaqoob è stato incluso nel massimo consiglio decisionale dei talebani, la Rehbari Shura.
Dopo la morte del Mullah Akhtar Mansoor annunciata il 21 maggio 2016 e la sua sostituzione con il Mullah Hibatullah Akhundzada come nuovo leader talebano, Sirajuddin Haqqani, un vice di Mansoor e leader della rete Haqqani ha mantenuto la sua posizione di vice leader talebano ad Akhundzada, mentre il Mullah Yaqoob, è stato recentemente nominato secondo vice del nuovo capo talebano.

#### Pandemia di covid-19
Il 7 maggio 2020 è stato nominato capo della commissione militare talebana, nominandolo capo militare degli insorti. Il 29 maggio 2020, l'alto comandante dei talebani, l’influente Mualana Muhammad Ali Jan Ahmed ha dichiarato a Foreign Policy che il mullà Yaqoob è diventato il comandante in carica dell'intero movimento talebano dopo che Akhundzada è stato infettato dal COVID-19, affermando "Il nostro eroe, il figlio della nostra grande guida, il mullà Yaqoob, sta gestendo l'intera operazione talebana in assenza di Haibatullah".